# Parafia Miłosierdzia Bożego w Pile
Parafia pw. Miłosierdzia Bożego w Pile - parafia należąca do dekanatu Piła, diecezji koszalińsko-kołobrzeskiej, metropolii szczecińsko-kamieńskiej. Została utworzona w 1992. Obsługiwana przez księży diecezjalnych. Siedziba parafii mieści się przy ulicy Śniadeckich.

## Miejsca święte

### Kościół parafialny
Kościół pw. Miłosierdzia Bożego w Pile
Kościół parafialny wybudowany w 1992, rozbudowany w latach 1997–1998. 